# 田大本
田大本（？—？），四川重庆府定遠縣人。

## 生平
万历二十五年（1597年）丁酉科四川乡试举人，天啓五年（1625年）乙丑科進士，授工部主事，五年十一月，差豐潤開採花斑石料。六年四月又差丰润采花石。升郎中，出为安庆府知府，精乾象，力求致仕去。

## 遗迹
三溪上游之龙王沱，距沱数十步，旧为明进士田大本故居，宅外石照墙尚在，近宅里许有明杨公諱璿者独修大硚，故硚名杨公。岸建碑亭，石龛上塑观音。并有田大本七言一联：“萬壑波澄浮夜月，一溪霧捲鎖晴虹”之句。